# Pipolin (serie)
Pipolin è la serie di punta dell'omonima rivista "Pipolin les gaies Images" lanciata dalla casa editrice Éditions Vaillant nel 1957. La serie è disegnata da Eduardo Teixeira Coelho, con testi della moglie Gilda Teixeira Coelho. Anche la scrittrice Luda Schnitzer ha scritto una decina di storie.

## Formato
Pipolin non è un fumetto vero e proprio, ma una storia illustrata di circa quaranta disegni, distribuiti su 6 o 7 tavole. Dal n° 51 in poi si riduce a 3 o 4 tavole.

## Personaggi
Pipolin è un elfo dispettoso. È accompagnato da due bambini: Nouche, la ragazza, e Jo, il ragazzo.

## Pubblicazioni

### Valiant
- Pipolin le joyeux nain (disegni), pubblicità per il lancio di Pipolin les gaies Images, n°647, 1957
- Pipolin les gaies images - Il s'imposait, vous l'attendiez, volantino pubblicitario con disegno e mezzo foglio, n°647, 1957
- Un conte de Pipolin, di Jean Ollivier e illustrato da Eduardo Coelho, n°751, 1959
- Le Quart-de-Nain et les vilains (titolo e 3 disegni), editoriale di Jean Ollivier, n°762, 1959
- una gag di Pipolin, striscia, n°765, 1960una gag di Pipolin, striscia, n°769, 1960

### Pipolin les gaies Images
- Pipolin agli sport invernali (disegno), testo, n°27, 1959.
- Pipolin festeggia il 14 luglio (disegno di ?), copertina, n°46, 1961.

### Hop!
- Nel 2005 e nel 2014 Pipolin fu pubblicato anche sulla rivista per ragazzi Hop![5]

| N° della pubblicazione | Titolo                                                | Sceneggiatore | Lunghezza            | Date di pubblicazione |
| ---------------------- | ----------------------------------------------------- | ------------- | -------------------- | --------------------- |
| Pipolin 1              | La Pêche miraculeuse de Pipolin                       | Coelho        | 7 tavole + copertina | 10/1957               |
| P 2                    | Pipolin et le sanglier solitaire                      | Coelho        | 7 tavole + copertina | 11/1957               |
| P 3                    | Les aventures de Pipolin et du nain qui avait trop bu | Coelho        | 7 tavole + copertina | 12/1957               |
| P 4                    | Les aventures de Pipolin et du petit chien Floc       | Coelho        | 7 tavole + copertina | 01/1958               |
| P 5                    | sans titre                                            | Coelho        | 7 tavole + copertina | 02/1958               |
| P 6                    | La Voiture de Pipolin                                 | Coelho        | 7 tavole + copertina | 03/1958               |
| P 7                    | Pipolin et le poisson d'avril                         | Coelho        | 7 tavole + copertina | 04/1958               |
| P 8                    | Pipolin et le trésor                                  | Coelho        | 7 tavole + copertina | 05/1958               |
| P 9                    | Pipolin et le fantôme !                               | Coelho        | 7 tavole + copertina | 06/1958               |
| P 10                   | Pipolin passe l'examen                                | Coelho        | 7 tavole + copertina | 07/1958               |
| P 11                   | Pipolin et la pêche miraculeuse                       | Coelho        | 7 tavole + copertina | 08/1958               |
| P 12                   | Pipolin visite le musée                               | Coelho        | 7 tavole + copertina | 09/1958               |
| P 13                   | L'Anniversaire de Pipolin                             | Coelho        | 7 tavole + copertina | 10/1958               |
| P 14                   | Pipolin et le magicien de la forêt                    | Coelho        | 7 tavole + copertina | 11/1958               |
| P 15                   | Le Noël de Pipolin                                    | Coelho        | 7 tavole + copertina | 12/1958               |
| P 16                   | L'Héritage de Pipolin                                 | Coelho        | 7 tavole + copertina | 01/1959               |
| P 17                   | Pipolin et la joyeuse mascarade                       | Coelho        | 7 tavole + copertina | 02/1959               |
| P 18                   | Les Aventures de Pipolin au zoo                       | Coelho        | 7 tavole + copertina | 03/1959               |
| P 19                   | La Fête dans la forêt                                 | Coelho        | 7 tavole + copertina | 04/1959               |
| P 20                   | Le Cirque est arrivé !                                | Coelho        | 7 tavole + copertina | 05/1959               |
| P 21                   | L'Île aux perroquets                                  | Coelho        | 7 tavole + copertina | 06/1959               |
| P 22                   | Pipolin devient chasseur                              | Coelho        | 7 tavole + copertina | 07/1959               |
| P 23                   | Pipolin découvre l'Italie                             | Coelho        | 7 tavole + copertina | 08/1959               |
| P 24                   | Un Retour mouvementé                                  | Coelho        | 7 tavole + copertina | 09/1959               |
| P 25                   | Le Rhume attaque Pipolin                              | Coelho        | 7 tavole + copertina | 10/1959               |
| P 26                   | Le Match de football                                  | Coelho        | 7 tavole + copertina | 11/1959               |
| P 27                   | Voici Noël                                            | Coelho        | 7 tavole + copertina | 12/1959               |
| P 28                   | Les Inventions de Pipolin                             | Coelho        | 7 tavole + copertina | 01/1960               |
| P 29                   | Pipolin et la rage de dents                           | Coelho        | 7 tavole + copertina | 02/1960               |
| P 30                   | Pipolin et les crêpes ensorcelées...                  | Coelho        | 7 tavole + copertina | 03/1960               |
| P 31                   | Pipolin et la gymnastique                             | Coelho        | 7 tavole + copertina | 04/1960               |
| P 32                   | Pipolin chez les cow-boys                             | Coelho        | 7 tavole + copertina | 05/1960               |
| P 33                   | Une Journée bien remplie                              | Coelho        | 7 tavole + copertina | 06/1960               |
| P 34                   | Pipolin contre Kid le musclé                          | Coelho        | 7 tavole + copertina | 07/1960               |
| P 35                   | Pipolin et les animaux fantastiques                   | Coelho        | 7 tavole + copertina | 08/1960               |
| P 36                   | Pipolin dans la jungle                                | Coelho        | 7 tavole + copertina | 09/1960               |
| P 37                   | Pipolin et le pot au lait                             | Coelho        | 7 tavole + copertina | 10/1960               |
| P 38                   | Le Grand-père Pipolin XIV                             | Coelho        | 6 tavole + copertina | 11/1960               |
| P 39                   | L'Arbre de Noël de Pipolin                            | Coelho        | 6 tavole             | 12/1960               |
| P 40                   | L'Hiver attaque Pipolin                               | Coelho        | 6 tavole + copertina | 01/1961               |
| P 41                   | Les Mésaventures de Pipolin                           | Coelho        | 6 tavole + copertina | 02/1961               |
| P 42                   | Une Barbe récalcitrante                               | Coelho        | 6 tavole + copertina | 03/1961               |
| P 43                   | Pipolin et le poisson d'avril                         | Coelho        | 6 tavole + copertina | 04/1961               |
| P 44                   | Bonne fête                                            | Coelho        | 6 tavole + copertina | 05/1961               |
| P 45                   | Pipolin et la partie de pêche                         | Coelho        | 6 tavole             | 06/1961               |
| P 46                   | Pipolin fête le 14 juillet                            | Coelho        | 6 tavole             | 07/1961               |
| P 47                   | Le temps des moissons                                 | Coelho        | 6 tavole             | 08/1961               |
| P 48                   | Gai, gai, cueillons le raisin !                       | Coelho        | 6 tavole             | 09/1961               |
| P 49                   | Pipolin retourne à l'école                            | Coelho        | 6 tavole             | 10/1961               |
| P 50                   | Pipolin et l'arche de Noé                             | Coelho        | 6 tavole             | 11/1961               |
| P 51                   | Pipolin Père Noël                                     | Coelho        | 3 pagine             | 12/1961               |
| P 52                   | Pipolin prépare le championnat                        | Luda          | 3 pagine             | 01/1962               |
| P 53                   | Des Ennuis pour Pipolin                               | Luda          | 3 pagine             | 02/1962               |
| P 54                   | Qui a fait le printemps ?                             | Luda          | 3 pagine             | 03/1962               |
| P 55                   | Comme dans un conte...                                | Luda          | 3 pagine             | 04/1962               |
| P 56                   | Champion malgré lui                                   | Luda          | 3 pagine             | 05/1962               |
| P 57                   | A qui la faute ?                                      | Luda          | 3 pagine             | 06/1962               |
| P 58                   | Son et lumière                                        | Luda          | 3 pagine             | 07/1962               |
| P 59                   | Pipolin gardien du phare                              | Luda          | 3 pagine             | 08/1962               |
| P 60                   | Le Grand Départ                                       | Luda          | 3 pagine             | 09/1962               |
| P 61                   | Pipolin et le modèle réduit                           | Coelho        | 4 tavole             | 10/1962               |
| P 62                   | Pipolin et la composition                             | Coelho        | 4 tavole             | 11/1962               |
| P 63                   | Père Noël et compagnie                                | Coelho        | 4 tavole             | 12/1962               |
| P 64                   | Sports d'hiver                                        | Coelho        | 4 tavole             | 01/1963               |
| P 65                   | Pipolin et la faim sans fin                           | Coelho        | 4 tavole             | 02/1963               |
| P 66                   | Pipolin fait du nettoyage                             | Coelho        | 4 tavole             | 03/1963               |
| P 67                   | sans titre                                            | Coelho        | 4 tavole             | 04/1963               |
| P 68                   | sans titre                                            | Coelho        | 4 tavole             | 05/1963               |
| P 69                   | sans titre                                            | Coelho        | 4 tavole             | 06/1963               |
| P 70                   | sans titre                                            | Coelho        | 4 tavole             | 07/1963               |
| P 71                   | sans titre                                            | Coelho        | 4 tavole             | 08/1963               |
| P 72                   | Pipolin cordon bleu                                   | Coelho        | 4 tavole             |                       |

- Copertine e dorsi delle collezioni Pipolin da 1 a 12 (disegno)[6].

## Allegati

### Adattamento
Nel 1959, le Éditions Spéciales Sonores pubblicarono quattro dischi morbidi a 45 giri, con gli eroi delle edizioni Vaillant: Riquiqui, Roudoudou e Pipolin. Due di questi dischi sono adattamenti di Pipolin: Pipolin voyage (ESS I) e Pipolin et le cirque (ESS IV). Come per Riquiqui e Roudoudou, esistono uno o più film a colori di Pipolin, realizzati da Éditions Vaillant.

### Prodotti derivati
- Figure in lattice di PipolinN 2, Ex.In.Co., fine anni '50: Pipolin, Nouche, Jo.
- Calcomanie di Pif e Pipolin, L'Humanité, fine anni '50
- La Pêche miraculeuse de Pipolin, pellicola a colori, Vaillant.
- Il diploma di Pipolin, Vaillant, 1959 (o prima?)[8]
- Pipolin s'anime, supplemento a Pipolin n. 14, 1958 (disponibile anche come supplemento a Roudou n. 101, 1959).
- Pipolin[9] blotter, Vaillant, 1960.
- Cappello da spiaggia di Pipolin[9], Vaillant, 1960.
- Cartolina Pipolin[10], servizio di abbonamento Vaillant, 1962 (?).

## Pubblicazioni
- Nel 1960 e nel 1961 furono pubblicati tre album da Éditions Vaillant.[11]